# Aliens versus Predator
Aliens versus Predator ist eine dreiteilige Computerspieleserie aus dem Genre Ego-Shooter. Zunächst erfolgte der Crossover – der erst getrennten Science-Fiction-Filmreihen Alien und Predator – als Comic. Mittlerweile gibt es auch Hollywood-Spielfilme und Computerspiele mit ähnlichen Titeln, welche die Kombination beider weiter fortsetzen.

## Aliens versus Predator
Aliens versus Predator ist ein Science-Fiction-Ego-Shooter vom Spieleentwickler Rebellion. Es erschien im Jahr 1999 offiziell für den PC und Mac. Das Spiel wurde von vielen Spielfachzeitschriften für seine hohe Qualität und Wiederspielbarkeit ausgezeichnet.

### Handlung
In dem Spiel kann man wahlweise drei Kampagnen als menschlicher Marine (Weltrauminfanterie), Alien (außerirdisches Raubtier) oder Predator (außerirdischer Jäger) durchspielen. Dementsprechend unterschiedlich sind auch Waffenausstattung und Aufgaben im Spiel. Ist man als Predator vorwiegend auf Jagd nach Aliens, so muss man als Marine von der Basis flüchten, die von Aliens besetzt ist.

## Aliens versus Predator 2
Aliens versus Predator 2 erschien gegen Ende 2001 und wurde von dem Entwicklerstudio Monolith Productions entwickelt und von Sierra Entertainment vertrieben. In der deutschen Version wurden entscheidende Spielelemente des Spieles entfernt, um eine Jugendfreigabe zu erhalten.

### Handlung
Genau wie im ersten Teil kann man im zweiten Teil drei Kampagnen als Marine, Alien oder Predator spielen, wobei im Gegensatz zum ersten Teil diese miteinander verzahnt sind, d. h. was man als Predator erlebt, kann man später als Marine und Alien beobachten, da alle drei Kampagnen am selben Ort und nahezu zur gleichen Zeit stattfinden.

### Erweiterung
2002 erschien die Erweiterung Aliens Versus Predator 2: Primal Hunt.

## Aliens vs. Predator (2010)
Der dritte Teil – ähnlich dem Ersten einfach Aliens vs. Predator genannt – wurde wieder von Rebellion entwickelt. Er erschien bei Sega für Windows-PC, PlayStation 3 und Xbox 360 und kam im Februar 2010 auf den Markt. Sega will weltweit keine zensierten Fassungen veröffentlichen, weshalb der dritte Teil der Reihe in Deutschland nicht erschienen ist und aufgrund des hohen Gewaltgrades auf durch die BPjM Liste B indiziert wurde. Im Vergleich zu den Vorgängern erhielt der dritte Teil eher durchwachsene Kritiken.
Mit diesem Teil wurde erstmals eine direkte Verbindung zu den Filmen hergestellt. So nahm Schauspieler Lance Henriksen seine Rolle des Bishop wieder auf, den er in den Filmen Aliens – Die Rückkehr, Alien 3 und Alien vs. Predator spielte. Darüber hinaus wurde die Idee der unterirdischen Pyramiden als Kultstätten und Jagdarenen der Predatoren aus dem Film Alien vs. Predator wieder aufgegriffen.

## Rezeption
| Spiel                              | GameRankings | Metacritic |
| ---------------------------------- | ------------ | ---------- |
| Aliens versus Predator             | 84 %         |            |
| Aliens versus Predator 2           |              | 85/100     |
| Aliens versus Predator: Extinction |              | 66/100     |
| Aliens vs. Predator: Requiem       |              | 49/100     |
| Aliens vs. Predator                |              | 68/100     |

Aliens versus Predator wurde von der internationalen Fachpresse und der Spielerschaft gut aufgenommen und bildet den Startpunkt der Serie. Der zweite Teil gilt mit seinen verzahnten Kampagnen und vielseitigem Mehrspielermodus als beliebtester Serienteil. Der dritte Teil von 2010 markiert für viele Spieler den Tiefpunkt der Serie. In Deutschland geriet die Serie stark in Konflikt mit dem Jugendschutz. Im zweiten Teil veröffentlichte der Verleger schon vorab eine entschärfte Version. Für den dritten Teil weigerte sich der Entwickler, so dass das Spiel indiziert und beschlagnahmt wurde.

## Weitere Spiele
- Alien vs Predator (Beat ’em up für SNES, 1993)
- Alien vs Predator: The Last of His Clan (Actionspiel 1993)
- Alien vs. Predator (Arcade-Spiel von Capcom, 1994)
- Alien vs Predator (Atari-Jaguar-Spiel, Egoshooter, 1994)
- Alien vs Predator (Lynxspiele, Egoshooter, Prototypen)
- Aliens versus Predator: Extinction (Xbox, PS2, 2003)
- Alien vs Predator 2D (Handyspiel 2004)
- Alien vs. Predator (Handyspiel 2005)
- Alien vs. Predator 3D (Handyspiel 2006)
- Aliens vs. Predator: Requiem (Actionspiel, PlayStation Portable, 2007)
- Alien vs. Predator 2 2D: Requiem (Handyspiel, 2007)